# Barabińsk

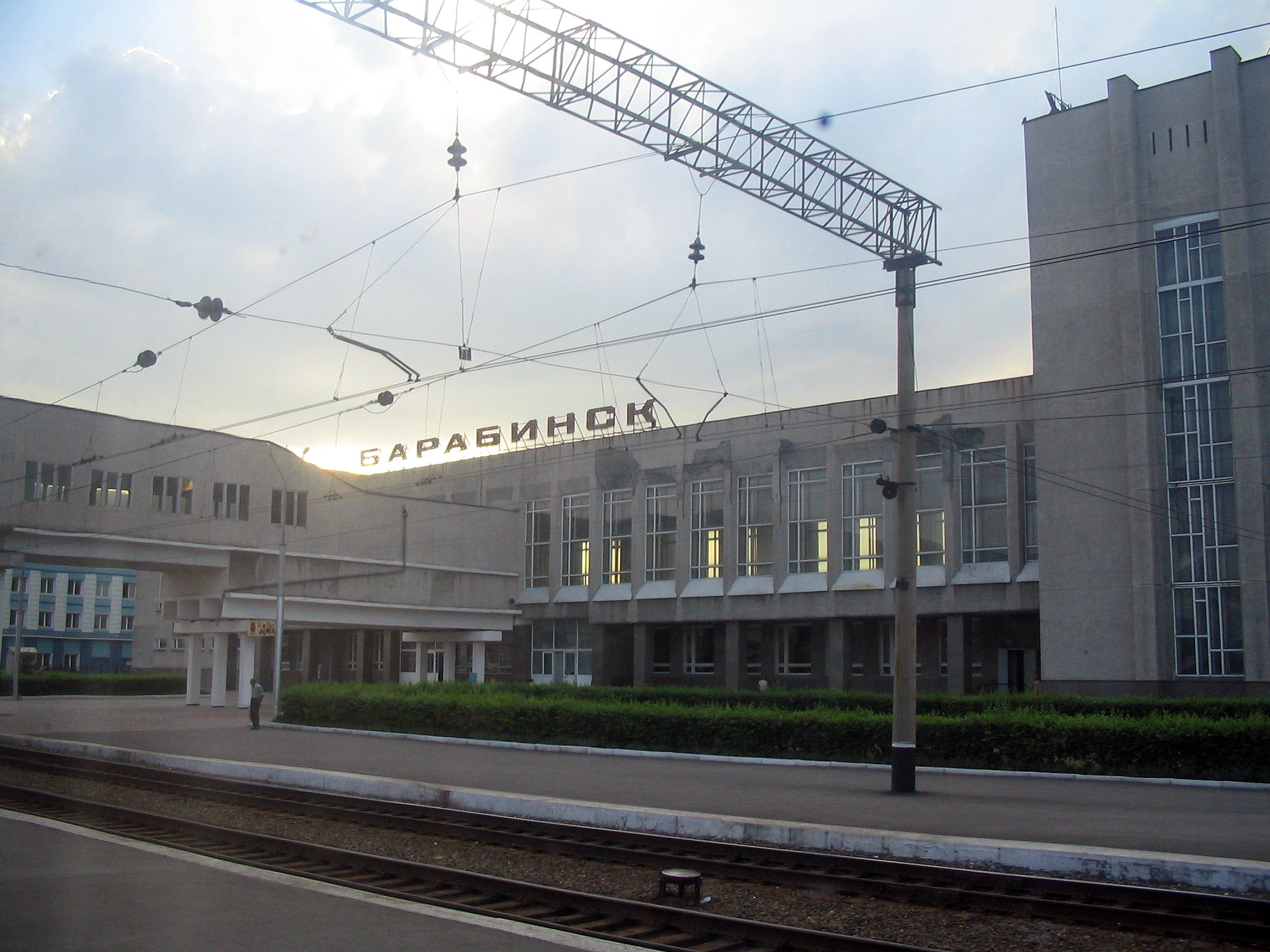
Dworzec kolejowy w Barabińsku

Barabińsk (ros. Барабинск) – miasto w azjatyckiej części Federacji Rosyjskiej, w obwodzie nowosybirskim. 28,7 tys. mieszkańców (2020).
Miejscowość została założona w roku 1893, a prawa miejskie otrzymała w roku 1917.
W mieście rozwinął się przemysł mleczarski, działają zakłady naprawcze taboru kolejowego.